# Le tre campane
Le tre campane è il secondo album della Schola Cantorum, pubblicato nell'autunno del 1975.

## L'album
Il gruppo era reduce dal grande successo del 45 giri Le tre campane, cover di Wenn die Abendglocken läuten, colonna sonora dell'omonimo film del 1951 composta da Willy Schmidt-Genter, già interpretata in francese da Édith Piaf col titolo di Les trois cloches e in inglese dai The Browns col titolo di Three Bells e già incisa nel 1968 dagli Hoods in italiano con un testo differente; il testo ripreso dalla Schola Cantorum racconta la storia della vita di un uomo attraverso il suono delle campane del villaggio, che rintoccano nelle occasioni principali (la nascita, il matrimonio e la morte).
Il secondo album del gruppo prende il titolo da questa canzone e riscuote successo come il precedente;  sono da citare una cover di Annie's song di John Denver (tradotta in italiano da De Angelis, diventa Caterina) e L'aquilone, una canzone scritta da Marco Luberti.
Per la prima volta compaiono anche alcune canzoni scritte da componenti del gruppo oltre a De Angelis, e cioè Alberto Cheli e Aldo Donati.
Gli arrangiamenti sono di Sergio Rendine e la produzione di Paolo Dossena, collaboratore di Lilly Greco e proprietario della Delta, casa di produzione musicale.

Questo disco è stato ristampato in cd nel 2002.

## Tracce
1. Le tre campane (testo italiano di Luciano Beretta e Albula; testo originale di Jean Villard e musica  di Willy Schmidt-Gentner) - 4'38"
2. Dimmi come fai (testo di Paolo Dossena; musica di Giovanni Ullu) - 3'15"
3. Caterina (testo italiano di Edoardo De Angelis; testo originale e musica di John Denver) - 3'04"
4. L'aquilone (testo e musica di Marco Luberti) - 3'05"
5. Una donna (testo di Alberto Cheli; musica di Sergio Rendine) - 4'37"
6. Il falco (testo di Alberto Cheli e Paolo Dossena; musica di Edoardo De Angelis) - 4'24"
7. Il calendario (testo di Paolo Dossena; musica di Edoardo De Angelis) - 2'34"
8. Se tu fossi una rosa (testo e musica di Edoardo De Angelis) - 2'17"
9. Noi (testo di Paolo Amerigo Cassella e Luisella Mantovani; musica di Lally Stott) 4'03"
10. Mimì (testo di Giorgio Conte; musica di Aldo Donati) 2'45"

## Formazione
Come nell'album precedente, anche in quest'album la formazione della Schola Cantorum è costituita da:
- Alberto Cheli
- Edoardo De Angelis
- Aldo Donati
- Kiko Fusco
- Eddy Viola
- Marina Arcangeli
- Maria Giovanna De Franco
- Mimi Gates
- Gianna Giovannini
- Luisella Mantovani
- Julie Poulton
- Annie Robert